# 總要找到你
《總要找到你》（英語：The Body）是史蒂芬·金1982年收錄於《四季奇譚》的中篇小說，故事副標題為『不再純真的秋天』（"Fall from Innocence"）。標題原文意思為『屍體』。曾改編成電影《伴我同行》。

## 故事簡介
故事發生在1960年緬因州的虛構小鎮城堡岩（又譯城堡巖）。一個名叫雷·布勞爾的小孩去森林裡採藍莓，就再也沒有回來。當魏恩正在玩著千篇一律的過時的尋寶遊戲時，聽到他哥哥與朋友在談論昨天晚上發生的事情，從言論中推測，布勞爾可能沿著鐵路走路時被火車撞死。於是戈登·拉臣斯和他的朋友們柯里·錢伯、泰迪·杜杉以及魏恩·泰索決定去尋找他的屍體。
故事敘事者是一名中年作家戈登·拉臣斯。跟史蒂芬·金其他小說的平鋪直敘比起來，這篇故事多了些敘事者自己間斷性的評論和任何過去事物的現況。

## 戈登·拉臣斯所著小說
〈史鐸市〉最初在1970年秋天刊載於《綠線季刊》第四十五期。史蒂芬金也曾在1969年秋天把此故事刊載於《緬因大學文學雜誌》。
〈何豬之復仇〉在1975年3月刊載於《紳士》雜誌。

## 與其他小說的關連
- 故事主角戈登和史蒂芬·金有很多相同之處。他們在同樣的年紀開始寫作，且都在緬因州工作、上學和成長。兩人皆寫出成功的小說，並改編為成功的電影。戈登也提到他剛畢業時，曾和史蒂芬·金一樣在高中教書。唯一幾個明顯的不同是，戈登服過兵役，且和他父親有複雜的冷漠關係（由於丹尼的事），史蒂芬·金的父親在他還小時就拋棄了他的家人。另外，史蒂芬金曾在童年時期目睹朋友被火車輾斃。[1]
- 柯里在講『真正的蠢鎮名』時提到了耶路撒冷鎮。該鎮出現在史蒂芬·金其他的小說，像《撒冷鎮》、短篇小說〈耶路撒冷鎮的羅德〉（又譯〈耶路撒冷之籤〉，但真正的意思應為〈耶路撒冷鎮〉）、〈岔路〉。
- 柯里提過德瑞，一個緬因州的虛構小鎮。《牠》的故事發生背景就是德瑞鎮。
  - 戈登的哥哥丹尼死後，他父母對待他的方式很像《牠》中比爾的父母對待比爾的方式（在比爾的弟弟喬治死後）。
- 艾斯·馬瑞爾在往後以一名歷經滄桑、四十出頭的老罪犯出現在《必需品專賣店》中。並且出現在〈娜娜〉中主角的回憶裡，該故事也提到了魏恩·泰索（該故事譯為韋恩·泰修）。
  - 艾斯·馬瑞爾在《必需品專賣店》中，被警員諾里斯槍殺。
- 在《魔女嘉麗》中曾提及泰迪·杜杉。嘉麗破壞了泰迪營業的Amoco加油站幫浦機，泰迪於是死於1968年的加油站爆炸中。而《總要找到你》的泰迪·杜杉則死於七Ｏ年代初期。或許《黑塔》系列中的世界觀可以解釋這種矛盾，不同版本的世界，不同版本的泰迪。
- 故事中提到『班警官』許多次。班警官就是日後的班納警長（又譯喬治·貝內曼），出現於《再死一次》和《狂犬庫丘》中。
- 戈登提到了狂犬庫丘。大波是城堡巖最惡名昭彰（至少在二十年後狂犬庫丘出現之前）也最少露面的惡犬。
- 殺害柯里的人在一星期前才離開蕭山克監獄。蕭山克監獄是《麗塔海華絲與蕭山克監獄的救贖》中的監獄。